# Tan Ya-ting
Dans ce nom, le nom de famille, Tan, précède le nom personnel.
Tan Ya-ting (chinois : 譚雅婷 ; pinyin : Tán Yǎtíng, née le 7 novembre 1993 à Hsinchu, est une archère taïwanaise.

## Biographie
En 2010, Tan Ya-Ting remporte la médaille d'argent en tir à l'arc aux Jeux olympiques de la jeunesse d'été de 2010, à Singapour. Deux ans plus tard, elle obtient avec Le Chien-ying et Lin Jia-en un diplôme olympique par équipes aux Jeux olympiques d'été de 2012 à Londres, en atteignant les quarts de finale,.